# Gallerttränen
Die Gallerttränen oder Tränenpilze (Dacrymyces, syn. Arrhytidia, Dacryomyces und Septocolla) sind eine Gattung aus der Familie der Gallerttränenverwandten (Dacrymycetaceae) und umfassen Arten mit gelatinösen und überwiegend blass gelb bis leuchtend orange gefärbten Fruchtkörpern. Sie besiedeln Totholz und erzeugen im Substrat eine Weißfäule.
Die Typusart der Gattung ist die Zerfließende Gallertträne (Dacrymyces stillatus).

## Merkmale

### Makroskopische Merkmale
Die pustel-, scheiben- oder kreiselförmigen, selten etwas gestielten Fruchtkörper besitzen eine weiche bis fest gelatinöse Konsistenz (Name!). Sie sind durch Carotinoide mehr oder weniger orange gefärbt. Gallerttränen fruktifizieren einzeln oder fließen in größere, unförmige Gebilde zusammen. Die Oberfläche ist entweder glatt oder wellig.

### Mikroskopische Merkmale
Die Fruchtkörper bestehen aus farblosen, schnallenlosen oder -tragenden Hyphen. Das Hyphensystem ist monomitisch. Hyphidien sind entweder vorhanden oder fehlen. Die farblosen und schmal keulenförmigen Basidien besitzen jeweils zwei große Sterigmen (Epibasidien). Die Sporen sind farblos, oft durch Querwände geteilt und keimen mit Konidien oder Keimschläuchen aus. Einige Arten besitzen ein imperfektes Stadium.

## Ökologie
Gallerttränen sind Saprobionten auf meist entrindetem Holz in der frühen Initial- bis zur frühen Finalphase der Zersetzung. Bei genügend Feuchtigkeit besiedeln sie auch verbautes Holz. Im Substrat verursachen sie eine Weißfäule.

## Arten
Weltweit umfasst die Gattung über 30 Arten. In Europa kommen 16 Arten vor bzw. sind dort zu erwarten.
| \| Deutscher Name \| Wissenschaftlicher Name \| Autorenzitat \| \| ------------------------------- \| ------------------------ \| --------------------------------------------------------------------- \| \| \| Dacrymyces adpressus \| Grognot 1863 \| \| Bewurzelte Gallertträne \| Dacrymyces capitatus \| Schweinitz 1832 \| \| \| Dacrymyces chrysocomus \| (Bull.) Tul. 1853 \| \| Riesen-Gallertträne \| Dacrymyces chrysospermus \| Berkeley & M.A. Curtis 1873 (beschrieben als Daceymyces chrysosperma) \| \| \| Dacrymyces confluens \| P. Karsten 1887 \| \| \| Dacrymyces corticioides \| Ellis & Everhart 1885 \| \| Bräunliche Gallertträne \| Dacrymyces enatus \| (Berkeley & M.A. Curtis 1873) Massee 1891 \| \| Goldene Gallertträne \| Dacrymyces estonicus \| Raitviir 1962 \| \| Konidienlose Gallertträne \| Dacrymyces lacrymalis \| (Persoon 1801) Sommerfelt 1826 \| \| Genabelte Gallertträne \| Dacrymyces macnabbii \| D.A. Reid 1974 \| \| \| Dacrymyces microsporus \| P. Karsten 1889 \| \| Kleinste Gallertträne \| Dacrymyces minor \| Peck 1878 \| \| Eisporige Gallertträne \| Dacrymyces ovisporus \| Brefeld 1888 \| \| \| Dacrymyces paraphysatus \| L.S. Olive 1958 \| \| Zerfließende Gallertträne \| Dacrymyces stillatus \| Nees 1817 : Fries 1822 \| \| Napf-Gallertträne \| Dacrymyces tortus \| (Willdenow 1788 : Fries 1828) Fries 1828 \| \| Verschiedensporige Gallertträne \| Dacrymyces variisporus \| McNabb 1973 \| |                          |                                                                       |
| Deutscher Name | Wissenschaftlicher Name  | Autorenzitat                                                          |
| | Dacrymyces adpressus     | Grognot 1863                                                          |
| Bewurzelte Gallertträne | Dacrymyces capitatus     | Schweinitz 1832                                                       |
| | Dacrymyces chrysocomus   | (Bull.) Tul. 1853                                                     |
| Riesen-Gallertträne | Dacrymyces chrysospermus | Berkeley & M.A. Curtis 1873 (beschrieben als Daceymyces chrysosperma) |
| | Dacrymyces confluens     | P. Karsten 1887                                                       |
| | Dacrymyces corticioides  | Ellis & Everhart 1885                                                 |
| Bräunliche Gallertträne | Dacrymyces enatus        | (Berkeley & M.A. Curtis 1873) Massee 1891                             |
| Goldene Gallertträne | Dacrymyces estonicus     | Raitviir 1962                                                         |
| Konidienlose Gallertträne | Dacrymyces lacrymalis    | (Persoon 1801) Sommerfelt 1826                                        |
| Genabelte Gallertträne | Dacrymyces macnabbii     | D.A. Reid 1974                                                        |
| | Dacrymyces microsporus   | P. Karsten 1889                                                       |
| Kleinste Gallertträne | Dacrymyces minor         | Peck 1878                                                             |
| Eisporige Gallertträne | Dacrymyces ovisporus     | Brefeld 1888                                                          |
| | Dacrymyces paraphysatus  | L.S. Olive 1958                                                       |
| Zerfließende Gallertträne | Dacrymyces stillatus     | Nees 1817 : Fries 1822                                                |
| Napf-Gallertträne | Dacrymyces tortus        | (Willdenow 1788 : Fries 1828) Fries 1828                              |
| Verschiedensporige Gallertträne | Dacrymyces variisporus   | McNabb 1973                                                           |

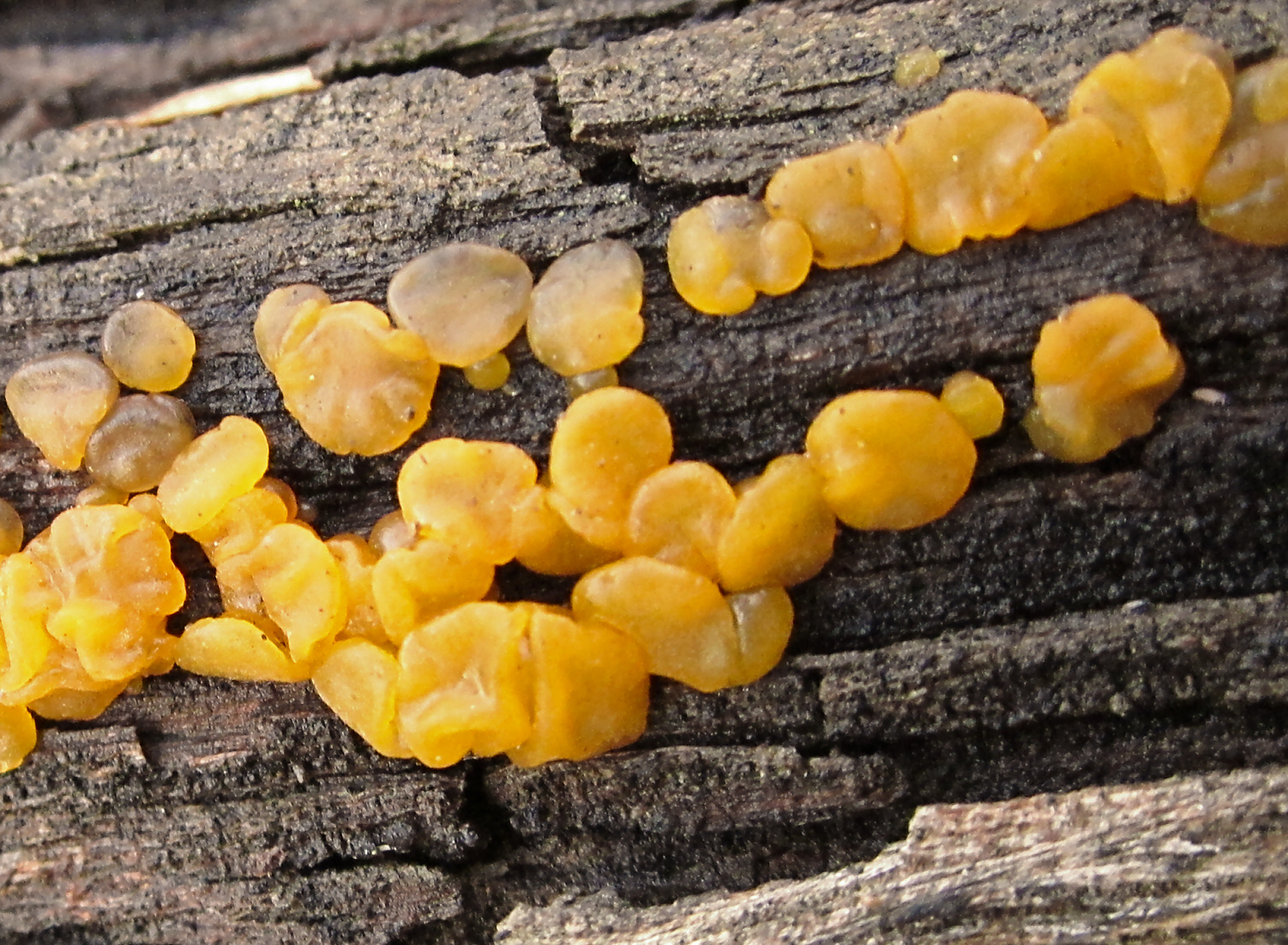
Bewurzelte Gallertträne (Dacrymyces capitatus)
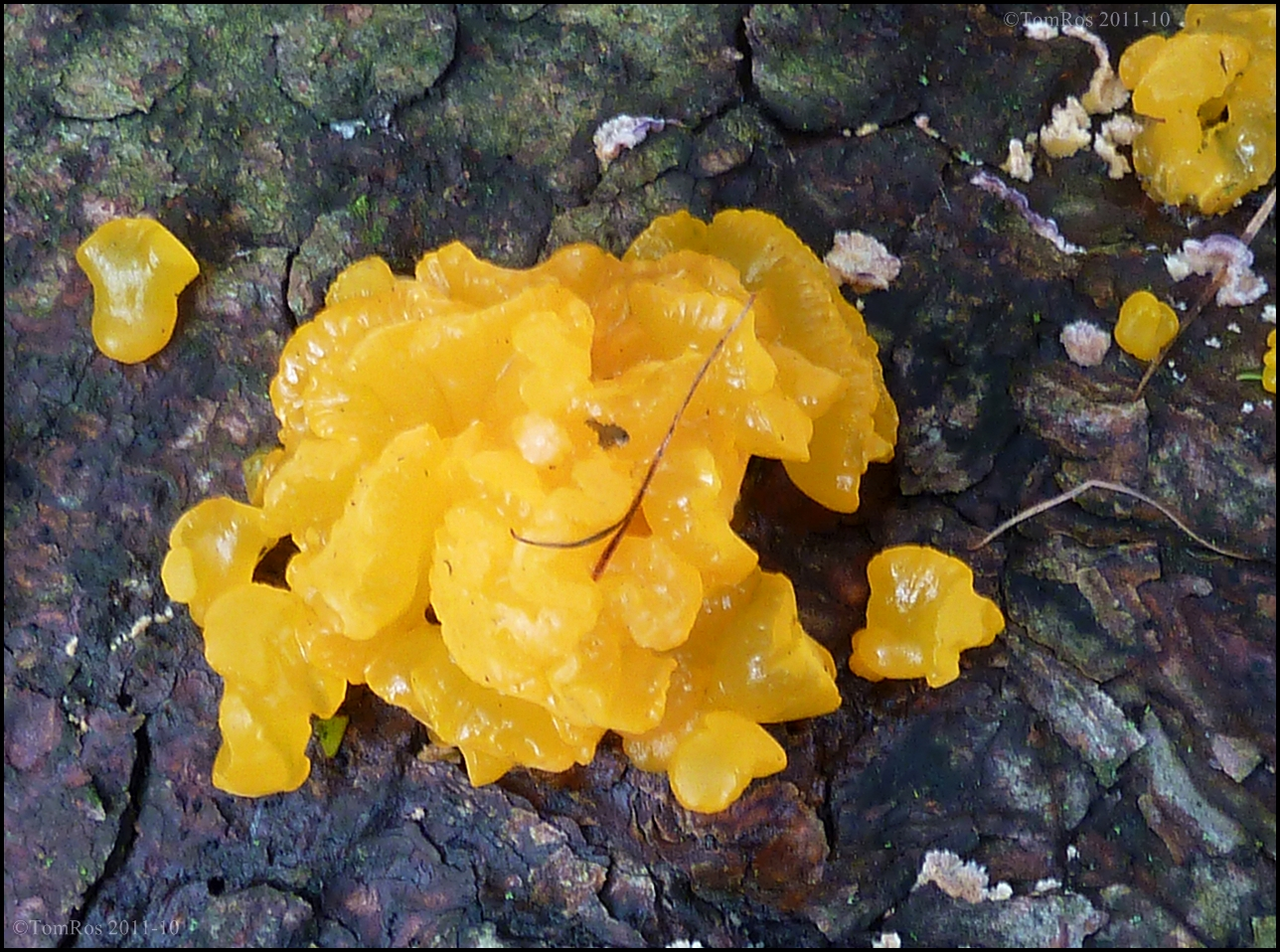
Riesen-Gallertträne (Dacrymyces chrysospermus)
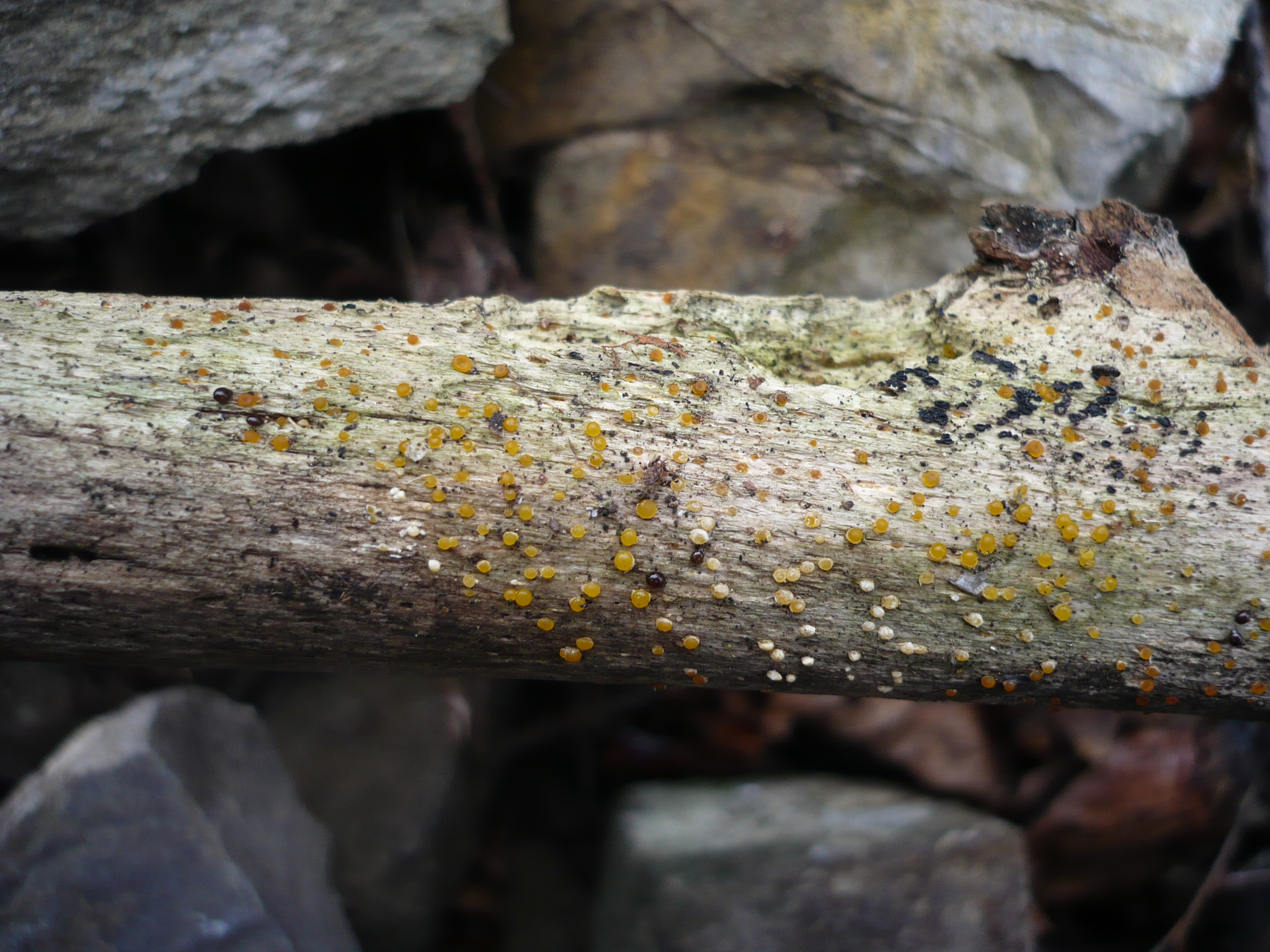
Kleinste Gallertträne (Dacrymyces minor)
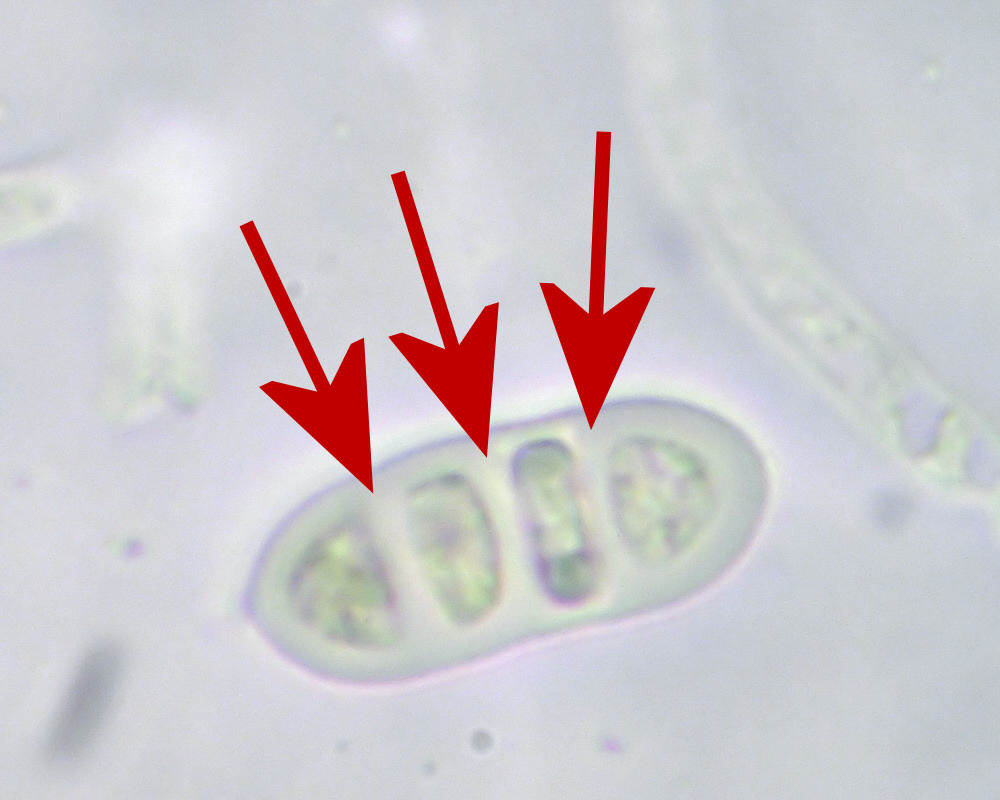
Querseptierte Spore der Zerfließenden Gallertträne (Dacrymyces stillatus)